# Blösien
Blösien gehört zum Ortsteil Geusa der Stadt Merseburg in Sachsen-Anhalt. Der Ort ist vor allem durch die Ladegast-Orgel in der Dorfkirche bekannt.

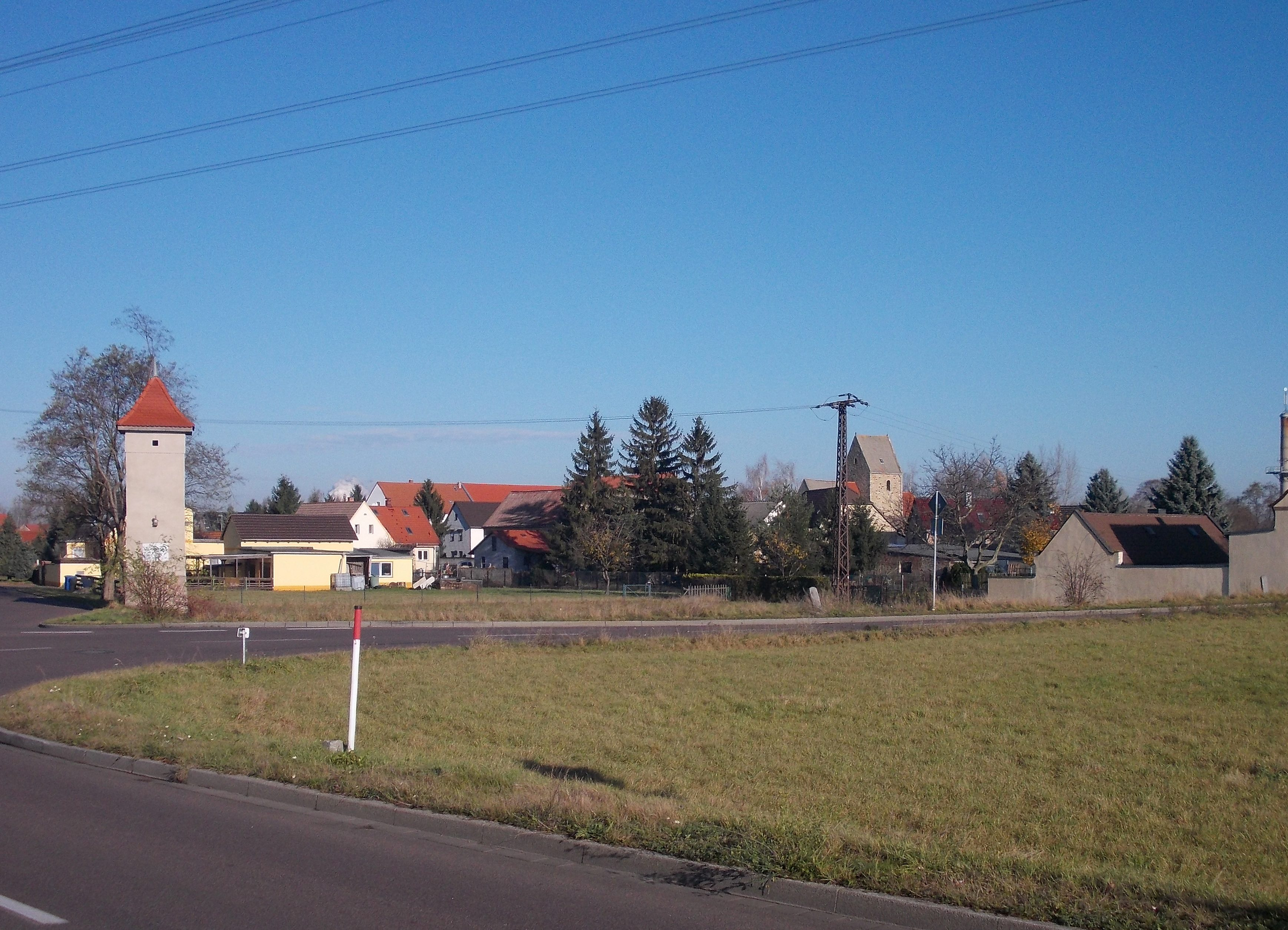
Ortseingang

## Geografische Lage
Der Ort liegt zwischen der A 38 im Osten und dem Geiseltalsee im Südwesten.

## Geschichte
Der Ort ist aus einer wendischen Niederlassung hervorgegangen, wobei der Ortsname im übertragenen Sinne als „Dorf in der Niederung“ oder „im Sumpf“ zu deuten ist und hieß um das Jahr 777 und 899 Blesin bzw. Blesina. In einem zwischen 881 und 899 entstandenen Verzeichnis des Zehnten des Klosters Hersfeld wird Blösien als zehntpflichtiger Ort Blesina im Friesenfeld erstmals urkundlich erwähnt, datiert mit 21. Oktober 777. König Heinrich II. schenkte dem Merseburger Bischof Wigbert am 4. März 1004 aus seinem Privatbesitz Pleziga, übertrug diesem also Hof und Gerichtsbarkeit im Dorfe. Mit der Vorwerk belehnten die Bischöfe andere. Ein Vertreter solches Ministerialengeschlechts von Plezighe war z. B. Thilo, Ritter von Plezighe, welcher im Jahre 1270 das Rittergut Kriegsdorf von Merseburg in Lehen nahm.
Im 14. Jahrhundert sind die Grafen von Mansfeld mit dem Rittergut Blösien, und von diesen später die Familie von Schönau (bis 1330) belehnt worden. Im 15. Jahrhundert übernahmen das Lehen die von Bothfeld, dann die von Hacke (1532–1606) und danach erneut die von Bothfeld und ab 1713 Wolf Friedrich von Tümpling. Blösien wurde vor der Reformation nach Geusa eingepfarrt, dessen Pfarrer bis zum Jahre 1737 das Patronatsrecht zustand. Im selben Jahr kaufte der Dompropst zu Merseburg für 100 Gulden dieses Patronatsrecht.
Blösien gehörte bis 1815 zum hochstiftlich-merseburgischen Amt Merseburg, das seit 1561 unter kursächsischer Hoheit stand und zwischen 1656/57 und 1738 zum Sekundogenitur-Fürstentum Sachsen-Merseburg gehörte. Durch die Beschlüsse des Wiener Kongresses kam der Ort im Jahr 1815 zu Preußen und wurden 1816 dem Kreis Merseburg im Regierungsbezirk Merseburg der Provinz Sachsen zugeteilt.
Blösien wurde am 1. Juli 1950 nach Geusa eingemeindet. Mit diesem wurde es am 1. Januar 2010 Ortsteil der Stadt Merseburg.

## Kirche

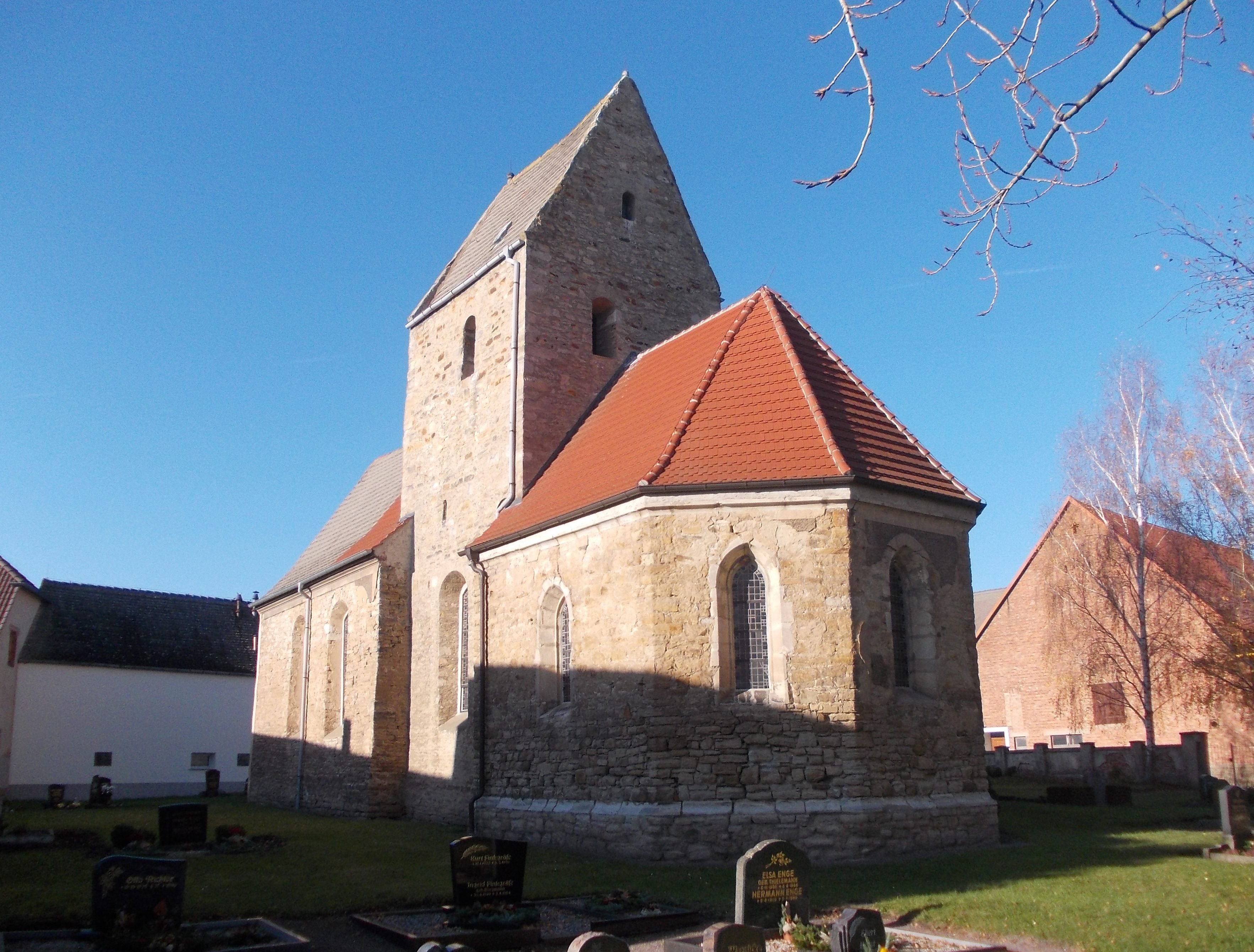
Kirche St. Thomas

Die aus Bruchsteinen errichtete Kirche stammt in ihrer Anlage aus dem 12. Jahrhundert, wurde jedoch verschiedentlich verändert. So dürfte der Chor in den letzten Jahrzehnten des 15. Jahrhunderts umgebaut worden sein, das Schiff jedoch erst 1570. Der Turm springt gegenüber Schiff und Chor ein. Im Norden befindet sich ein Patronatslogenbau mit Walmdach. Schiff und Turm haben längsgerichtete Satteldächer. Der Chor hat dreiseitigen Ostabschluss. Die Innenräume sind sämtlich flachgedeckt, der Turmraum von Schiff und Chor durch Rundbogen abgeschnürt. Der Flügelaltar zeigt Maria auf der Mondsichel in der Mitte, flankiert von je zwei übereinanderstehenden Heiligen und je drei Aposteln in den Seitenflügeln. Er stammt aus dem Ende des 15. Jahrhunderts. Die Kanzel mit Pilasterarkaden stammt aus dem 16. Jahrhundert, der Taufstein aus Sandstein aus dem Anfang des 17. Jahrhunderts. Im Chorabschluss stehen zwei Epitaphe für Melchior von Bottfeld († 1695) und Wolff Friedrich von Tümpling († 1728), das letztere dürfte von Joh. Mich. Hoppenhaupt stammen.
An der Nordwand befindet sich das Fresko eines Pilgers (Jacobusminor) und eine Sakramentsnische des 15. Jahrhunderts.
Die Kirche St. Thomas in Blösien ist ein kleiner, rechteckiger Bau mit eingezogenem quadratischen Chorturm und breiterem dreiseitig geschlossenen Chor. Im Kern ist das Gebäude romanischen Ursprung und um 1250 entstanden. Über der kreuzgratgewölbten Sakristei der Kirche befindet sich eine ehemalige Patronatsloge.
Die Orgel wurde 1855 von Friedrich Ladegast erschaffen und ist damit einer der ersten Orgeln des berühmten Orgelbauers. Jedes Jahr im Sommer findet im Rahmen der Orgelkonzerte im Merseburger Land ein Konzert an der Orgel statt.
Auf dem Turm befinden sich drei Glocken, die 1960 als Stahlgußglocken erneuert wurden. Von dem originalen Geläut existiert nur noch die kleine Glocke.
Bei einem Luftangriff im Zweiten Weltkrieg erlitt die Kirche schwere Dach- und Fensterschäden. Sie wurde wiederhergestellt.